# Mik Kaminski
Michael Kaminski, detto Mik (Harrogate, 2 settembre 1951), è un violinista britannico.

## Biografia
È noto in modo particolare come violinista del gruppo rock Electric Light Orchestra, in cui ha militato dal 1973 al 1979.

## Discografia

### Con la Electric Light Orchestra
- 1973 - On the Third Day
- 1974 - Eldorado
- 1975 - Face the Music
- 1976 - A New World Record
- 1977 - Out of the Blue

### Solista
- 1977 - Whirling Dervish